# Hachiōji Velodrome
Das Hachiōji Velodrome (japanisch 八王子自転車競技場) war ein temporäres Radstadion in der japanischen Stadt Hachiōji.

## Geschichte
Da es in Japan kein Radstadion gab, das den olympischen Statuten entsprach, musste anlässlich der Olympischen Sommerspiele 1964 eines errichtet werden. Man entschloss sich ein temporäres Velodrom zu bauen. Es gab einige mögliche Standorte, jedoch fiel die Wahl, aufgrund der Nähe zum Hachiōji-Rundkurs, wo die Wettbewerbe im Straßenradsport stattfanden, auf Hachiōji. Zudem wurden auf dem Areal Unterkünfte für die Radsportler errichtet, damit diesen eine Anreise von etwa 43 Kilometern aus Tokio erspart blieb.
Das Stadion verfügte über 4122 Sitzplätze. Die Rennbahn war 400 Meter lang und an den geraden Streckenabschnitten 7,428 Meter breit. Die maximale Breite des Kurvenabschnitts betrug 5,303 Meter.
Heute befindet sich auf dem Gelände des Velodromes der Ryonan Park.